# Łapieniowce
Łapieniowce (biał. Лапенеўцы, Łapienieucy, ros. Лапеневцы, Łapieniewcy) – wieś na Białorusi, w obwodzie grodzieńskim, w rejonie brzostowickim, w sielsowiecie makarowieckim. Położona jest 32 km na południe od Grodna, 4 km od granicy polsko-białoruskiej, w oficjalnej strefie przygranicznej Białorusi. Na północny zachód od miejscowości przebiega grania administracyjna rejonów brzostowickiego i grodzieńskiego.

## Historia
W czasach zaborów w granicach Imperium Rosyjskiego, w guberni grodzieńskiej, w powiecie grodzieńskim, w gminie Indura. W 1902 roku miała powierzchnię 393 dziesięcin (ok. 429,4 ha). Od 1919 roku w granicach II Rzeczypospolitej. 7 czerwca 1919 roku, wraz z całym powiatem grodzieńskim, weszła w skład okręgu wileńskiego Zarządu Cywilnego Ziem Wschodnich – tymczasowej polskiej struktury administracyjnej. Latem 1920 roku zajęta przez bolszewików, następnie odzyskana przez Polskę. 20 grudnia 1920 roku włączona wraz z powiatem do okręgu nowogródzkiego. Od 19 lutego 1921 roku w województwie białostockim, w powiecie grodzieńskim, w gminie Indura. W 1921 roku było w niej 49 domów mieszkalnych.
W wyniku napaści ZSRR na Polskę we wrześniu 1939 roku miejscowość znalazła się pod okupacją sowiecką. 2 listopada została włączona do Białoruskiej SRR. 4 grudnia 1939 roku włączona do nowo utworzonego obwodu białostockiego. Od czerwca 1941 roku pod okupacją niemiecką. 22 lipca 1941 roku włączona w skład okręgu białostockiego III Rzeszy. W 1944 roku ponownie zajęta przez wojska sowieckie i włączona do obwodu grodzieńskiego Białoruskiej SRR. Od 1991 roku w składzie niepodległej Białorusi.

## Zabytki
W przeszłości we wsi znajdował się klasztor franciszkanów. Został on zniszczony po 1832 roku.

## Demografia
Według spisu powszechnego z 1921 roku, wieś zamieszkana była przez 248 osób, wyłącznie Polaków. Jedna osoba wyznawała prawosławie, pozostałe – katolicyzm.